# Quarto (jogo de tabuleiro)

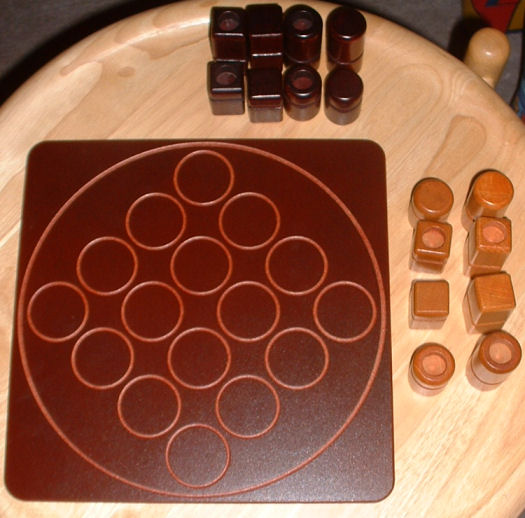
Tabuleiro do Quarto no início do jogo

O Quarto é um jogo de tabuleiro para dois jogadores inventado por Blaise Müller.
O jogo desenvolve-se num tabuleiro 4×4. Existem 16 peças únicas, cada um das quais com quatro atributos: 
1. quadrado (paralelepípedo) ou redondo (cilindro);
2. preta ou branca (ou qualquer outro par de cores);
3. baixa ou alta;
4. com buraco (oca) ou sem buraco (maciça).

Os jogadores, à vez, escolhem a peça que o seu adversário terá de colocar no tabuleiro. Um jogador vence se ao colocar a peça consegue formar uma linha, coluna ou diagonal em que todas as peças tenham uma característica comum (todas pequenas, todas redondas, etc). Uma variante incluída em muitas edições é a possibilidade de ganhar o jogo ao formar um quadrado 2×2 nas condições anteriores. O jogo termina em empate se todo o tabuleiro estiver preenchido e não se tiver verificado nenhuma situação de vitória. Note-se que estas são as regras básicas.
O Quarto distingue-se por ser um jogo em que apenas existe um conjunto de peças para os dois jogadores em vez de um conjunto separado para cada jogador.

## Prêmios
- 1989 -  Dé d’Or des Créateurs de Jeux
- 1992 -  Oscar du Jouet-Toy Oscar
- 1992 -  Super As d’Or Festival International des Jeux-Super Golden Ace
- 1992 -  Jouet de l’année-Game of the Year
- 1992 - Toy Award - BENELUX
- 1993 -  Spiel des Jahres-Game of the Year
- 1993 -  Giocco Dell’anno-Game of the Year
- 1993 -  Speelgoed Vant Jaar-Game of the year
- 1993 -  Mensa Select Top 5 Best Games
- 1993 -  Parent’s Choice Gold Award
- 1994 -  Best Bet of the Toy Testing Council
- 1994 -  Prix d’Excellence des Consommateurs-Consumer’s Toy Award
- 1995 -  Games Magazine “Games 100 Selection”
- 1996 -  Games Magazine “Games 100 Selection”
- 1997 -  Games Magazine “Games 100 Selection”
- 2004 -  Game of the Year
- 2004 -  Parent’s Choice Top 25 games in 25 years 2004